# Кампозамп'єро
Кампозамп'єро (італ. Camposampiero, вен. Canposanpiero) — муніципалітет в Італії, у регіоні Венето, провінція Падуя.
Кампозамп'єро розташований на відстані близько 420 км на північ від Рима, 35 км на північний захід від Венеції, 19 км на північ від Падуї.
Населення — 12 194 особи (2014).
Покровитель — Sant'Antonio di Padova.

## Демографія
Населення за роками:

Станом на 1 січня 2023 року в муніципалітеті офіційно проживали 1724 іноземці з 52 країн, серед них 812 громадян країн Євросоюзу та 19 громадян України.

## Уродженці
- Діно Баджо (*1971) — італійський футбольний тренер, колишній футболіст, півзахисник.
- Фабіо Балазо (*1995) — італійський волейболіст.
- Даніеле Гастальделло (*1983) — італійський футболіст, захисник.

## Сусідні муніципалітети
- Боргорикко
- Лореджа
- Массанцаго
- Пьомбіно-Дезе
- Сан-Джорджо-делле-Пертіке
- Санта-Джустіна-ін-Колле
- Требазелеге